# Oristano
Oristano település Olaszországban, Szardínia régióban, Oristano megyében. Az Arboreai Királyság egykori fővárosa Lakosainak száma 30 363 fő (2023. január 1.). Oristano Cabras, Nurachi, Palmas Arborea, Santa Giusta, Siamaggiore, Siamanna, Solarussa, Zeddiani, Baratili San Pietro, Simaxis és Villaurbana községekkel határos. Érseki székhely, jelenlegi érseke (Metropolita della Provincia Ecclesiastica Arborense) Monsignore Ignazio Sanna, aki Orune (NU) városában, 1942. február 20-án született. A város gazdasága főként a szolgáltatásokon, mezőgazdaságon, idegenforgalmon és a kisiparon alapul.

## Története
Oristanót a kirajzó bizánci görögök Aristanisz (Αριστάνις) néven, a föníciaiak Othoca (ma Santa Giusta) települése helyén alapították. Meghatározó időpont az 1070-es év, amikor a szaracénok gyakori támadásai miatt Torcotorio érsek idehelyezte székhelyét a közeli, tengerparti városból Tharroszból. Jogilag ez lett egyúttal az Arboreai Királyság fővárosa is. Ezt követően erődítési munkálatokat terveztek, amelyeket csak II. Marián arboreai király uralkodása alatt sikerült kivitelezniük.
A középkori Oristano hatalma megnőtt, és Szardínia szigetének több királyságával is háborúzott. Ez IV. Marián (1347–75) és fia, III. Hugó (1376–1383), valamint lánya, I. arboreai Eleonóra (1383–1404) uralkodása alatt csúcsosodott ki. Arborea a sziget utolsó királysága 1420-ig állt fenn, a sanluri csata után kb. tíz évig. Az aragóniaiak elfoglalták és őrgrófsággá alakították, amikor Leonardo Alagon az utolsó őrgróf felkelt, és a katalán csapatok 1478-ban, a macomeri csatában leverték.
Ezután Oristano történelmét Szardíniáéval párhuzamosan, az aragóniaiak–spanyolok (1708-ig), a piemontiak (1720-tól) uralma, aztán az olasz egység jellemezte.
1921 áprilisában David Cova, Emilio Lussu, Camillo Bellieni és más első világháborús szárd veteránok megalapították a Szárd Akció Pártot.

## Főbb látnivalók

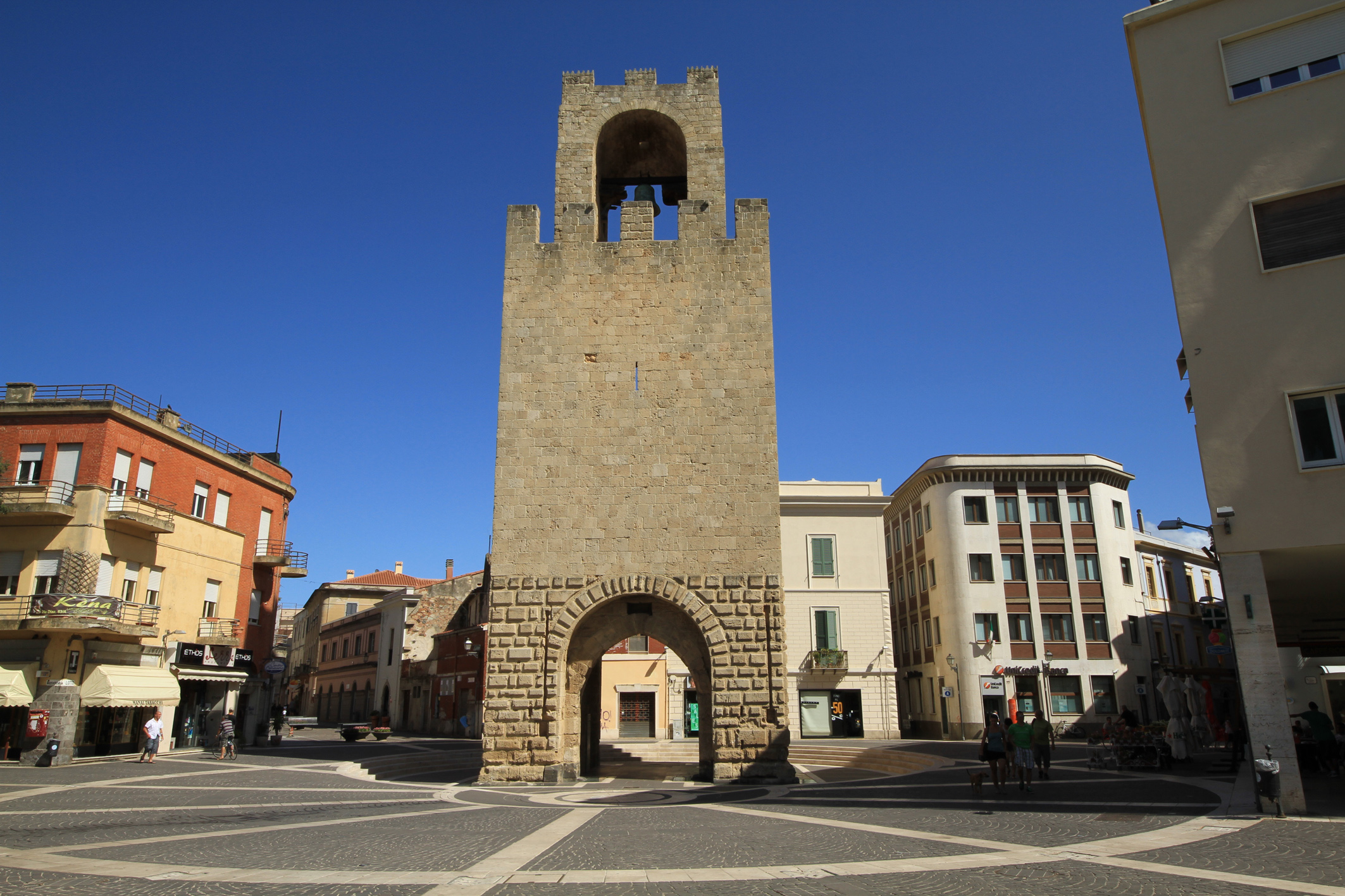
Szent Kristóf-kaputorony a Piazza Román

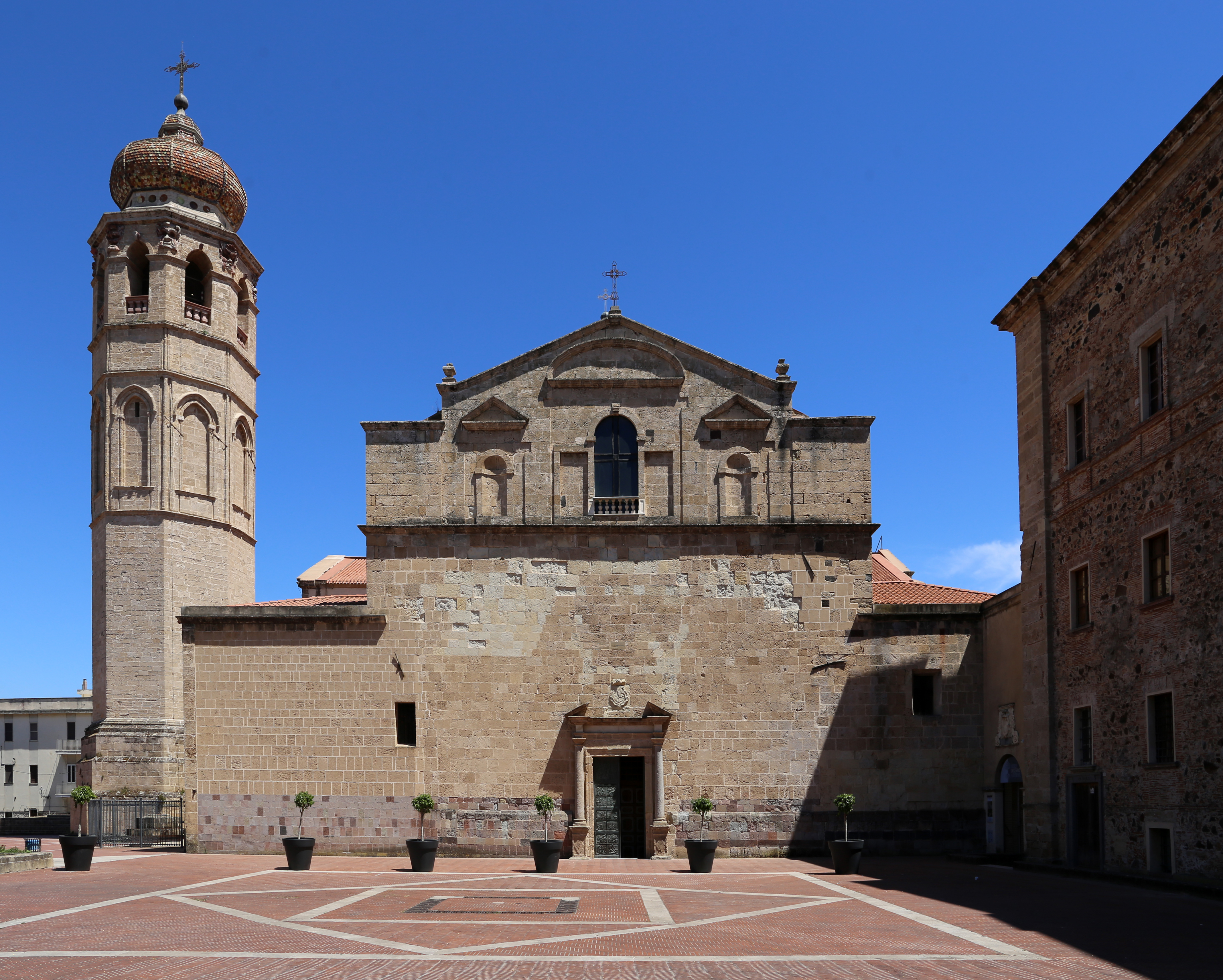
Oristano székesegyháza

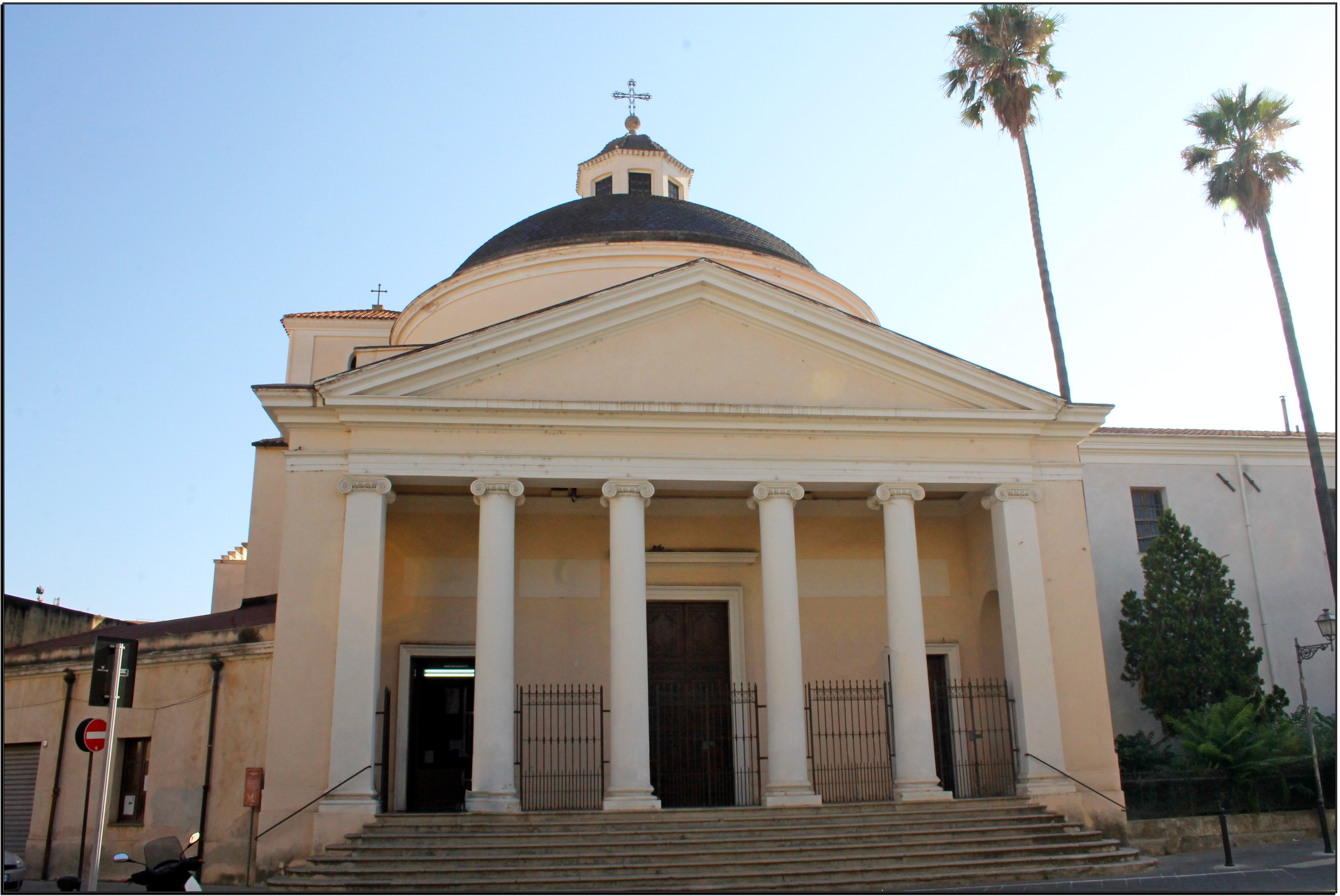
Assisi Szent Ferenc-templom

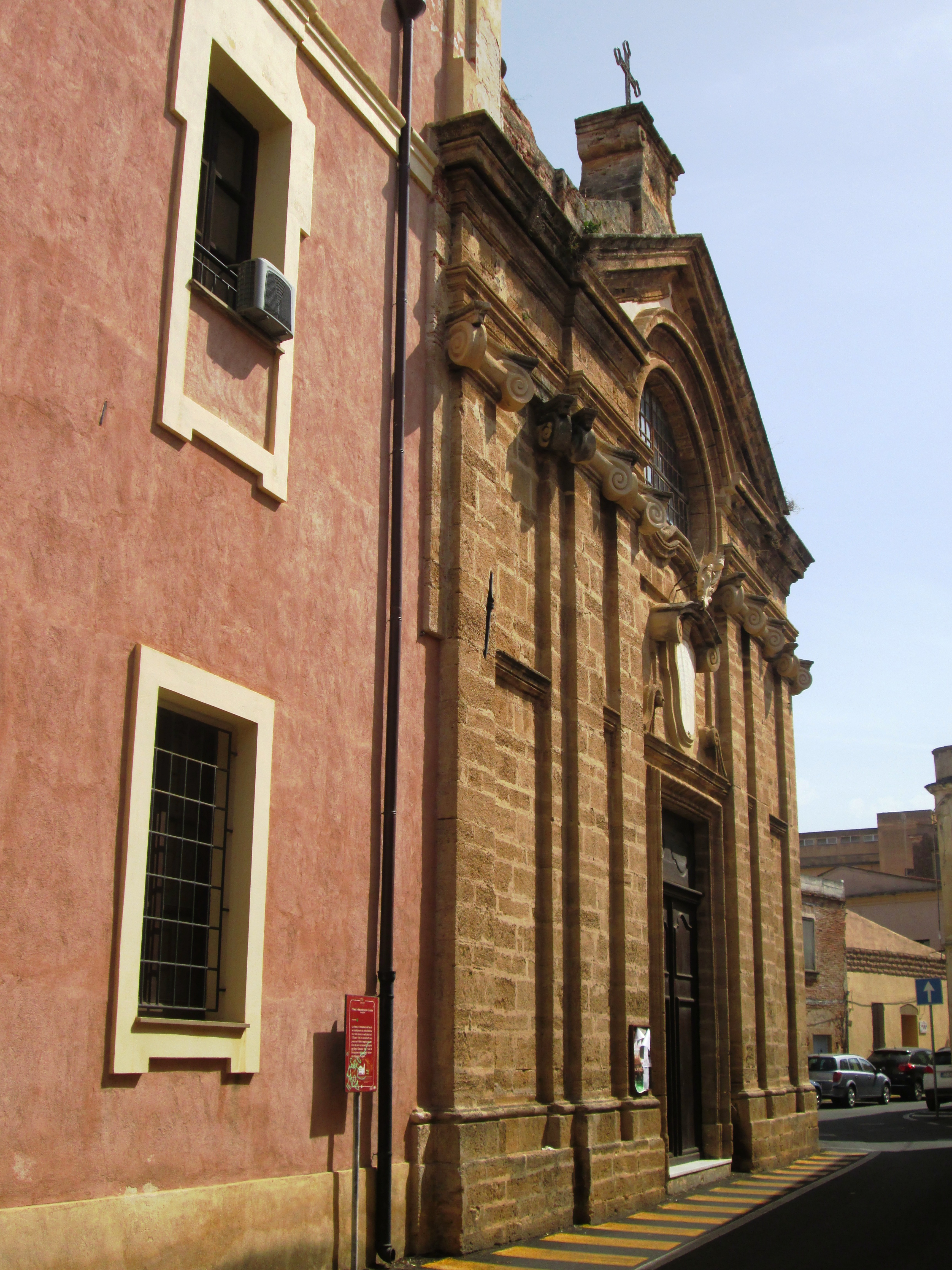
Carmine-templom

- Szent Kristóf, vagy II. Marián tornya 1290-ben épült, 19 m magas, máig maradt bizonyságául a kor régi városfalának, amelynek főkapujaként is szolgált.
- Torrione Portixedda nagy tornya
- Szűz Mária mennybemenetele katedrálist (1130) II. Marián uralkodása alatt újjáépítették, miután egy ostrom során elpusztult. Az eredeti konstrukcióból csak az apszis részei és a harangtorony alapja maradt meg, továbbá a gótikus ispotálykápolna, meg néhány középkori szobor. Egy még régebbi bizánci épület maradványai az udvaron láthatók. A 17. századig nyúlik vissza a Kis Levéltár kápolnájának renoválása. A jelenlegi barokk stílus főként a 19. századi restaurálás eredménye. Joggal feltételezhető, hogy a székesegyházban voltak az elöljárók és családjuk sírjai, amelyeket a következő impérium urai nyomtalanul eltüntettek. A belső térben látható Annunziata című faszobor alkotója Nino Pisano.
- Assisi Szent Ferenc temploma 1200 körül épült, jelenleg neoklasszikus stílusú. Belsejében a Nikodémosz Krisztusa című faszobor 14. századi valenciai mesterek alkotása lehet.
- Assisi Szent Klára ferences temploma (felszentelve 1428-ban) francia gótikus stílusú, egyhajós, négyzetapszisú épület.
- A Carmine-templom és rendház Oristano legjellemzőbb rokokó építészeti példája.
- A Szent Sebestyén-templom az egyetlen középkori, városfalakon kívüli templom.
- Guzmán Szent Domonkos temploma 1634-ben Pietro Flores szerzetes kezdeményezésésére, Baldassarre Dedoni nemesember anyagi támogatásával épült. Polgárok is adakoztak a padozatban leendő, 2 m²-es sírhelyük megváltásaként. 1832 után a főtestvériség elhagyta a szentségektöl megfosztott templomot, amely ma hangversenyteremként és kongresszusi teremként funkcionál.
- Massama faluban van egy kis korai román templom a Lelkek oratóriumának szentelve, amely 8. századi vizigót hatásokat tükröz.

## Kultúra

### A Sartiglia és más események

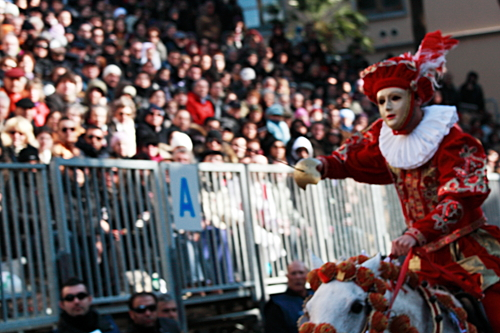
A Sartiglia

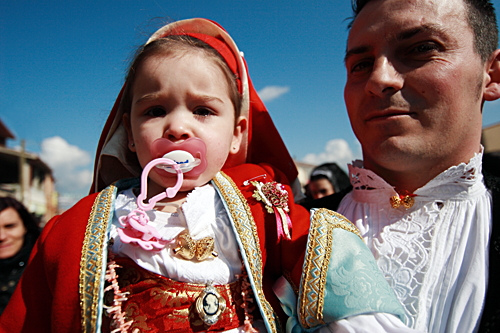
Oristanói népviselet

A Sa Sartiglia, másként a Sartilla lovagi tornát Oristanóban 500 éve farsang utolsó vasárnapján és húshagyókedden („farsang farkán”) rendezik meg. A vasárnapi lovagi tornát a parasztok, míg a húshagyókeddit az ácsok céhe szervezi, az ünnepély régi kasztíliai hagyományokon alapul. M. Falchi és M. Zucca kutatók megtalálták az 1543-as, első torna leírását, amellyel szemben Pau, a későbbi helyi történész azt hitte, hogy Oristanóban ez a szokás még azelőtt gyökeret vert, hogy a spanyolok megvetették volna lábukat a szigeten. Tény, hogy egy angol szerzetesnek írt levelében, a 14. században, Sziénai Szent Katalin, arról tudósít, hogy Arborea tíz évre két gályát és ezer lovast tud kiállítani a keresztes hadjáratok számára. Bár messze nincs bizonyíték arra, hogy a lovasverseny már akkor, vagy a közeljövőben megtörtént, a levél bizonyosan tanúsítja Oristano és környékén a lótenyésztés fontosságát abban az időben.
A „Sartiglia” elnevezés eredete a Sortija, amely viszont a latin „Sorticola” szóból ered, ami a Sors kicsinyítő alakja, s nemcsak sorsot és szerencsét, hanem „gyűrűt” is jelent.
A gyűrűk óncsillagok, amelyek közepén lyuk van, és szalagról lógnak a lovasok feje fölött az utca túloldalán, a székesegyház közelében. A maszkos lovasok lélegzetelállító sebességgel a kardjukkal célozzák meg őket, miután a trombiták és a dobok szavára gyülekeznek egy homokkal borított úton, a város központjában. Az egyazon napokon elkapott csillagok száma a gazdagság jele, amelyet a betakarítás és az asztalos munka fog hozni a céheknek.
A Sa Sartiglia végén, valahol a régi falakon belül, egy másik homokos pályán lovagolnak ugyanazon maszkos lovasok, a hölgyeknek mutatva lenyűgöző bátorságukat, miközben bevonják az akrobatikát is, két-három paripán galoppozva, egy időben. Ezzel a „La Pariglia” eseménnyel, napnyugtakor fejeződik be a lovagi torna.

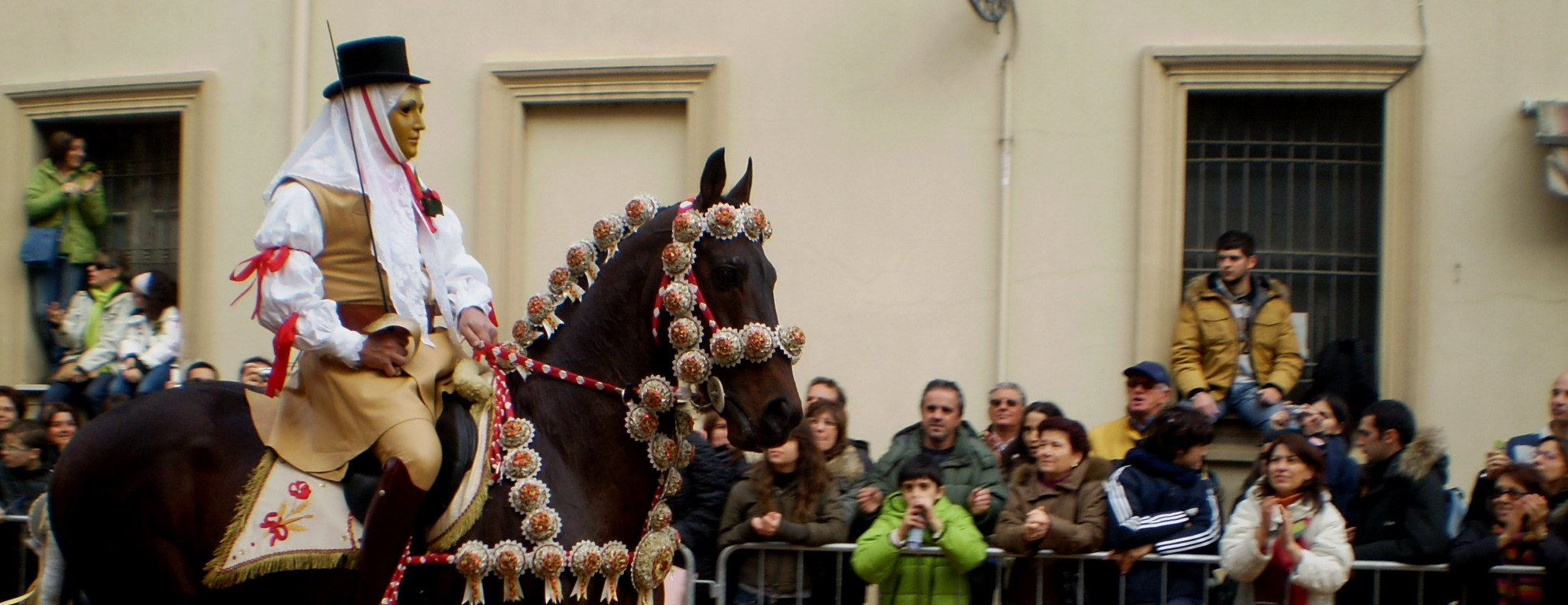
Su Componidori

Mindkét próba vezetői a „Su Componidori”, azaz „a marsallok”. A társaságok tagjai közül választják ki azokat, akiknek nem árulják el a nevüket egészen gyertyaszentelőig, amikor a „Su Majorale” közvetlenül bejelenti a kinevezetteket, és a lovak gondos kiválasztását, majd a megfelelő gyakorlatot el lehet kezdeni. A „kis májusbaba” (Sa Pippia 'e maiu) sem nem férfi, sem nem nő, hanem egy emberformájú figura, a Föld rokona, aki a verseny végén megáldja a látogatókat és a várost. A szalaggal díszített virágkoszorúval, amely korábban a versenyen volt, a többi lovas először egy csapatban, majd egyesével, paripájuk hátán az „Éden” felé fordulva galoppoznak.

## Közlekedés
Oristano vasúton megközelíthető az olyan nagyobb szárd kikötővárosok, mint Olbia és Porto Torres, valamint a sziget nagyvárosai, Cagliari és Sassari felől. Az Oristano központi terén, a Piazza G. Mannón található ARST- buszpályaudvarról a helyi és távolsági autóbuszforgalom bonyolódik.
A város ipari kikötője a szomszédos Santa Giusta belterületén fekszik. Különösen olyan áruk szállítására szolgál, mint ásványok, szén és mezőgazdasági termékek. Ezen kívül Marina di Torregrandén található még egy kis turistakikötő.
A városközponttól és a teherkikötőtől egyaránt négy kilométerre fekvő, immár nem működő repülőtér az Aeroporto di Oristano-Fenosu.

## Földrajz

### Éghajlat
Oristanónak szubtrópusi mediterrán klímája van forró nyarakkal és enyhe telekkel. Mint ilyennek, csapadékeloszlása erősen évszakfüggő, túlnyomórészt télen esik. Nyáron nappal nagy a hőség, míg éjszaka, a szárazság ellenére magas a levegő relatív páratartalma.
| Hónap                               | Jan. | Febr. | Márc. | Ápr. | Máj. | Jún. | Júl. | Aug. | Szept. | Okt. | Nov. | Dec. | Év    |
| ----------------------------------- | ---- | ----- | ----- | ---- | ---- | ---- | ---- | ---- | ------ | ---- | ---- | ---- | ----- |
| Legmagasabb középhőmérséklet (°C)   | 13.2 | 13.2  | 14.7  | 16.7 | 20.8 | 24.5 | 27.8 | 28.8 | 26     | 21.9 | 17.3 | 14.4 | 19.9  |
| Legalacsonyabb középhőmérséklet(°C) | 7.6  | 7.5   | 8.6   | 10.3 | 13.7 | 17.3 | 20.1 | 21.1 | 18.7   | 15.3 | 11.3 | 8.8  | 13,4  |
| Csapadék (mm)                       | 50   | 60,5  | 44.4  | 51.4 | 32.8 | 16.7 | 4.4  | 7.3  | 34.2   | 69.7 | 92.5 | 65   | 528.9 |
| [ 2 ]                               |      |       |       |      |      |      |      |      |        |      |      |      |       |

## Testvérvárosok
- Ciutadella de Menorca, Spanyolország, 1991
- Garden City, Kansas, Amerikai Egyesült Államok

## Bibliográfia
- Sartiglia, La grande Giostra equestre di Oristano. Sassari: Soter (1994)
- Oristano, La Sartiglia. Cagliari: L'Unione Sarda (1992)

## Külső hivatkozás
- (olaszul) A sartiglia hivatalos weboldala

## Fordítás
- Ez a szócikk részben vagy egészben  az   Oristano című angol Wikipédia-szócikk ezen változatának fordításán alapul.  Az eredeti cikk szerkesztőit annak laptörténete sorolja fel. Ez a jelzés csupán a megfogalmazás eredetét és a szerzői jogokat jelzi, nem szolgál a cikkben szereplő információk forrásmegjelöléseként.